# مايك دين
مايك دين (بالإنجليزية: Mike Dean) (من مواليد الثاني من حزيران/يونيو 1968) هو حكم كرة قدمٍ إنجليزي حيثُ يُدير بشكلٍ أساسي مباريات كرة القدم في الدوري الإنجليزي الممتاز. يُشرف دين منذ عام 2000 على تحكيمِ عددٍ من المباريات بما في ذلك مبارياتٍ في درع الاتحاد الإنجليزي ونهائيات كأس الاتحاد فضلًا عن مباريات كأس رابطة الأندية الإنجليزية المحترفة.

## المسيرة المهنيّة

### البداية
بدأَ دين التحكيم في عام 1985، حيثُ أدار بعض المبارياتِ في الدوري الشمالي الممتاز، ثمّ أصبحَ في عام 1995 مساعدًا لحكمٍ في دوري كرة القدم الإنجليزية قبل أن يُصبح حكمًا رئيسيًا في عام 1997.

### الاحتراف
عُيّن دين حكمًا رئيسيًا ضمن مجموعةٍ من الحكّام التي اختيرت لتحكيم مباريات الدوري الممتاز في عام 2000، وأصبح حكمًا دوليًا مُعترفًا بهِ من قِبل الاتحاد الدولي لكرة القدم (فيفا) في عام 2003. في ذلك العام كان دين الحكم المُساعد الرابع للحكمِ الرئيسيّ غراهام باربر وذلك في نهائي كأس الاتحاد الإنجليزي الذي أقيم على ملعب الألفية في كارديف حيث فاز أرسنال على ساوثامبتون بهدفٍ نظيف (1 - 0). أدار مايك دين أيضًا مباراة درع الاتحاد الإنجليزي عام 2004 بين أرسنال و‌مانشستر يونايتد في ملعب الألفية والتي شهدت فوز أرسنال بـ 3 - 1، كما حكَّم نهائي كأس الاتحاد في ذلك العام.
عُيّن دين لتحكيمِ نهائي كأس الاتحاد الإنجليزي على ملعب الألفية في الثالث عشر من أيّار/مايو 2006، لكنّ الاتحاد الإنجليزي لكرة القدم استبدله في وقتٍ لاحقٍ بالحكمِ آلان وايلي بعد أن أُثيرت مخاوف بشأن قدرة دين على الحياد تجاه ليفربول. وصلَ دين إلى ملعب الألفية بعد ذلك بثمانية أيام حيثُ حَكَّم المباراة النهائية للبطولة بين ليدز يونايتد و‌واتفورد.
بحلول السابع عشر من أيّار/مايو 2008 اختِير دين لتحكيمِ نهائي كأس الاتحاد الإنجليزي بين بورتسموث و‌وكارديف سيتي رفقة كلٍ من تريفور ماسي ومارتن ييربي كمساعدينِ له وكريس فوي بصفته الحكم المُساعد الرابع. أخرجَ مايك دين ثلاثة بطاقاتٍ خلال المباراة التي أُقيمت على ملعب ويمبلي والتي فازَ فيها نادي بورتسموث بهدف نظيف (1 - 0).

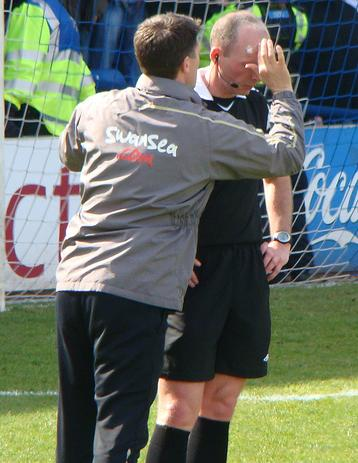
مايك دين وهو يتلقّى العلاج بعدما تعرّض للضربِ بعملةٍ معدنية خلال ديربي جنوب ويلز في عام 2009.

أدار دين في الخامس من نيسان/أبريل 2009 ديربي جنوب ويلز بين كارديف سيتي و‌سوانزي سيتي، وعانى خلال المباراة بعدما قُذف من قِبل أنصار كارديف بعملةٍ معدنيّةٍ أصابته في الجبهة. منحَ دين في وقتٍ لاحقٍ كارديف ركلة جزاء نجحَ الفريق في ترجمتها لهدفٍ وبالتالي التعادل مع سوانزي. ندد رئيس كارديف بيتر ريدسديل بعد نهاية المباراةِ بالهجوم الذي تعرّض له دين وقال إنّه سيتم حظر المُناصر الذي يقفُ خلف العمليّة من دخول الملعبِ مدى الحياة في حالةِ ما أُدين. تبيّن في وقتٍ لاحقٍ أن المناصر الذي يقفُ خلف الهجومِ على الحكم هو شابٌ يبلغ من العمرِ 24 عامًا وقد حُظر من دخول الملعب لثلاث سنوات كما فُرضت عليهِ غرامة ماليّة بلغت 200 جنيه إسترليني، بينما لم يتخذ اتحاد ويلز لكرة القدم أي إجراءٍ ضد كارديف سيتي.
عُيّن دين في الحادي والثلاثين من كانون الثاني/يناير 2011 لتحكيمِ نهائي كأس الرابطة بين أرسنال و‌برمنغهام سيتي. نجحَ فريقُ برمنغهام في الفوزِ في المباراة بهدفين مقابل واحد حيثُ سجّل أوبافيمي مارتينز هدف الفوز في الدقيقة التاسعة والثمانين بعدما كان برمنغهام قد تقدّم في النتيجة عبر هدف نيكولا زيغيتش ، قبل أن يُعدّل النجم الهولنديّ روبين فان بيرسي النتيجة لصالحِ آرسنال. في تلك المباراة أخرج مايك دين خمس بطاقات صفراء ولم يُشهر البطاقة الحمراء في وجهِ أيّ لاعب.
أطلقت جماهير نادي أرسنال في أيلول/سبتمبر 2015 عريضةً لمنع دين من تحكيم مباريات فريقهم وذلك بعد مباراة الفريق أمام تشيلسي في الدوري الممتاز والتي كان دين حكمًا لها. جمعت العريضة توقيع ما يقربُ من 100،000 شخص في غضون أسبوع. أقدم الاتحاد الإنجليزي لكرة القدم في وقتٍ لاحقٍ على إلغاء البطاقة الحمراء التي كان دين قد أشهرها في وجه مدافع آرسنال غابرييل باوليستا بعد الاحتكاك ومن ثمّ الشجار مع مهاجم البلوز الدوليّ الإسباني دييجو كوستا.
تعرّض دين للانتقادِ من جديدٍ في كانون الثاني/يناير 2017 بعدما أشهر البطاقة الحمراء المباشِرة في وجه لاعب خط وسط وست هام يونايتد الدولي الجزائريّ سفيان فيغولي وذلك بعد احتكاكهِ مع مدافع مانشستر يونايتد فيل جونز الذي سقطَ على الأرض فيما بعد. جاءت البطاقة الحمراء بعد خمسة عشر دقيقة فقط من البداية وكانت النتيجة لا تزالُ على البياض لكنّ مانشستر يونايتد نجحَ في استغلال النقص العدديّ في صفوفِ وست هام وحسمَ المباراة لصالحه بهدفين نظيفين. أظهرت إعادة اللقطة التي طُرد فيها سفيان أنّ جونز هو من ارتكبَ خطأً فادحًا وكان من اللازم أن يُطرد هو، وكنوعٍ من تصحيح الخطأ ألغى الاتحاد الإنجليزي البطاقة الحمراء التي حصل عليها فيغولي في تلك المباراة.
بحلول الثاني من نيسان/أبريل 2019، وخلال مباراةٍ بين وولفرهامبتون واندررز ومانشستر يونايتد في استاد مولينيو، أشهر مايك دين البطاقة الحمراء رقم 100 في مسيرته كحكمٍ في الدوري الإنجليزي الممتاز وذلك بعدما طرد لاعب مانشستر يونايتد أشلي يونغ ليكون بذلك أول حكمٍ في تاريخ الدوري الإنجليزي الممتاز يُشهر 100 بطاقات حمراء طوال المباريات التي أدارها.

### المباريات الأوروبية والدولية
أدار دين أول مباراةٍ دوليةٍ له في عام 2004 حينما أشرف على تحكيمِ المباراة الوديّة بين منتخبي هولندا وأيرلندا في ملعبِ يوهان كرويف أرينا والتي انتهت بفوزِ الأيرلنديين بهدفٍ نظيفٍ سجّله المهاجم روبي كين.
حكَّم دين مباراة مرحلة المجموعات في الدوري الأوروبي بين بوروسيا دورتموند و‌إشبيلية في الثلاثين من أيلول/سبتمبر 2010. في تلك المباراة أشهر دين بطاقة صفراء ثانيّة (ومن ثمّ بطاقة حمراء) في بداية الشوط الثاني في وجهِ لاعب دورتموند مارسيل شميلزر. 
أشرف دين أيضًا على تحكيم بعض المباريات في تصفيات بطولة أمم أوروبا على مرّ السنوات، حيثُ حكَّم المبارة التي جمعت بين أيسلندا و‌لاتفيا في الثالث عشر من تشرين الأول/أكتوبر 2007 في إطارِ تصفيات بطولة أمم أوروبا 2008 المجموعة س. أُقيمت المباراة في العاصمة الأيسلندية ريكيافيك وانتهت بفوز المُضِيف على الضيف بأربعة أهداف مقابل اثنين. أشرف دين فيما بعدُ على تحكيم المباراة التي جمعت بين بلجيكا و‌النمسا في بروكسل في الثاني عشر من تشرين الأول/أكتوبر 2010 في إطارِ تصفيات بطولة أمم أوروبا 2012 المجموعة أ. كانت المباراة تسير نحو فوز النمساويين بثلاثة أهدافٍ مُقابل اثنين لكنّ بلجيكا نجحت في تسجيل هدفين على التوالي في الدقيقة السابعة والثمانين والدقيقة التاسعة والثمانين.
استقال دين من قائمة فيفا الدولية للحُكّام في نهاية عام 2013 بعدما بلغَ سنّ التقاعد الإلزامي الذي لا يتعدّى الخامسة والأربعين سنة.

## الإحصائيات
| الموسم    | عدد المباريات | مجموع البطاقات | المعدل | مجموع البطاقات | المعدل |
| --------- | ------------- | -------------- | ------ | -------------- | ------ |
| 1997–98   | 30            | 83             | 2.77   | 5              | 0.17   |
| 1998–99   | 38            | 96             | 2.53   | 4              | 0.11   |
| 1999–2000 | 39            | 90             | 2.31   | 10             | 0.26   |
| 2000–01   | 37            | 106            | 2.86   | 4              | 0.11   |
| 2001–02   | 35            | 108            | 3.09   | 8              | 0.23   |
| 2002–03   | 36            | 155            | 4.31   | 9              | 0.25   |
| 2003–04   | 38            | 98             | 2.58   | 9              | 0.24   |
| 2004–05   | 24            | 66             | 2.75   | 7              | 0.29   |
| 2005–06   | 41            | 134            | 3.27   | 10             | 0.24   |
| 2006–07   | 43            | 173            | 4.02   | 16             | 0.37   |
| 2007–08   | 45            | 154            | 3.42   | 10             | 0.22   |
| 2008–09   | 44            | 156            | 3.55   | 12             | 0.27   |
| 2009–10   | 43            | 148            | 3.44   | 7              | 0.16   |
| 2010–11   | 43            | 147            | 3.42   | 7              | 0.16   |
| 2011–12   | 43            | 146            | 3.40   | 5              | 0.12   |
| 2012–13   | 40            | 143            | 3.58   | 4              | 0.10   |
| 2013–14   | 38            | 131            | 3.45   | 7              | 0.18   |
| 2014–15   | 38            | 158            | 4.16   | 8              | 0.21   |
| 2015–16   | 41            | 136            | 3.31   | 12             | 0.29   |
| 2016–17   | 36            | 138            | 3.83   | 5              | 0.14   |
| 2017–18   | 25            | 93             | 3.72   | 3              | 0.12   |
| 2018–19   | 19            | 81             | 4.26   | 9              | 0.47   |

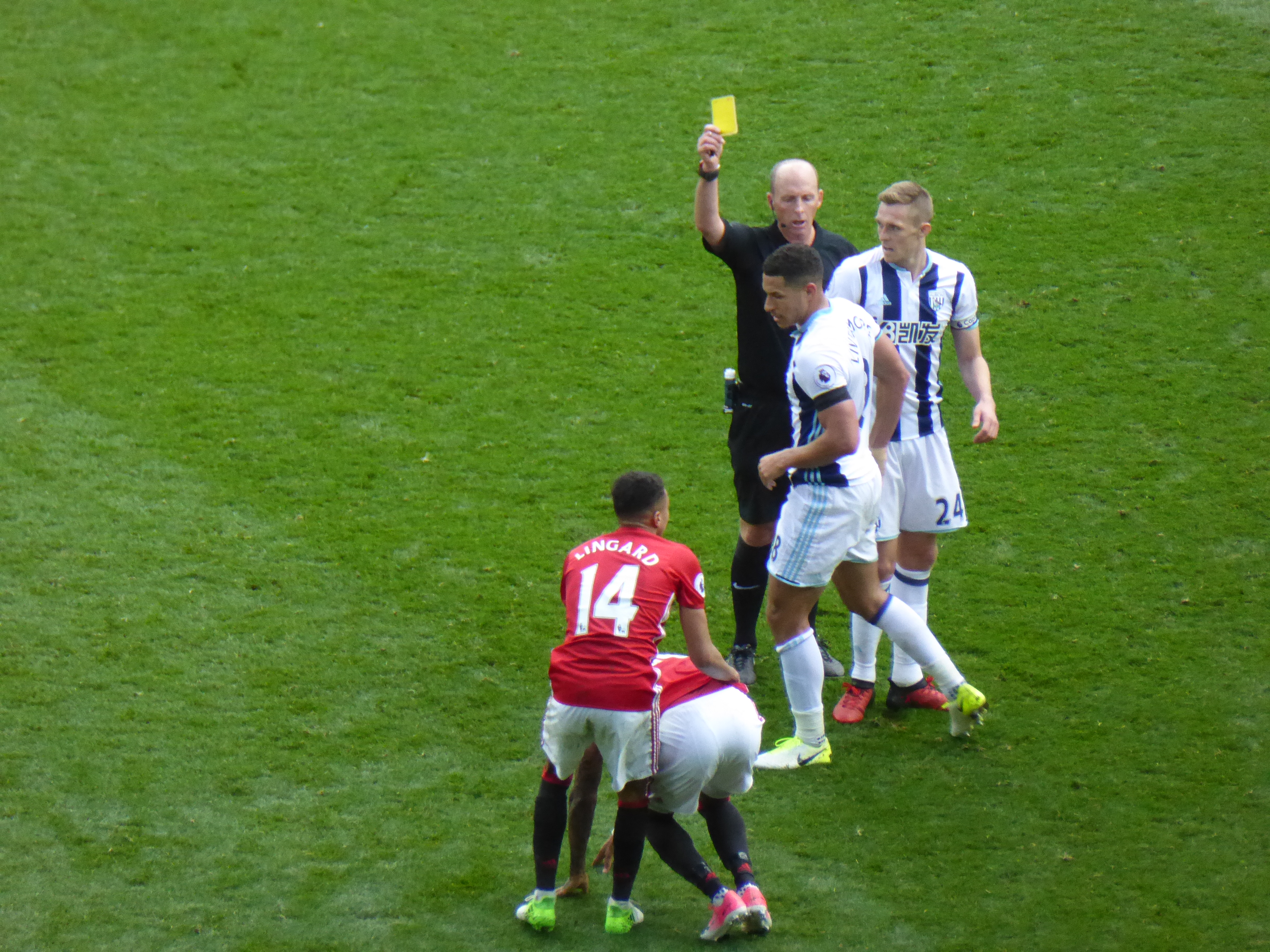
دين وهو يُشهر بطاقةً صفراءً في المباراة التي جمعت بين مانشستر يونايتد ووست بروميتش ألبيون في نيسان/أبريل 2017.

الإحصائيات في كلّ المسابقات مع استثناء عام 1997/98 لعدم وجود إحصائيات